# English As She Is Spoke

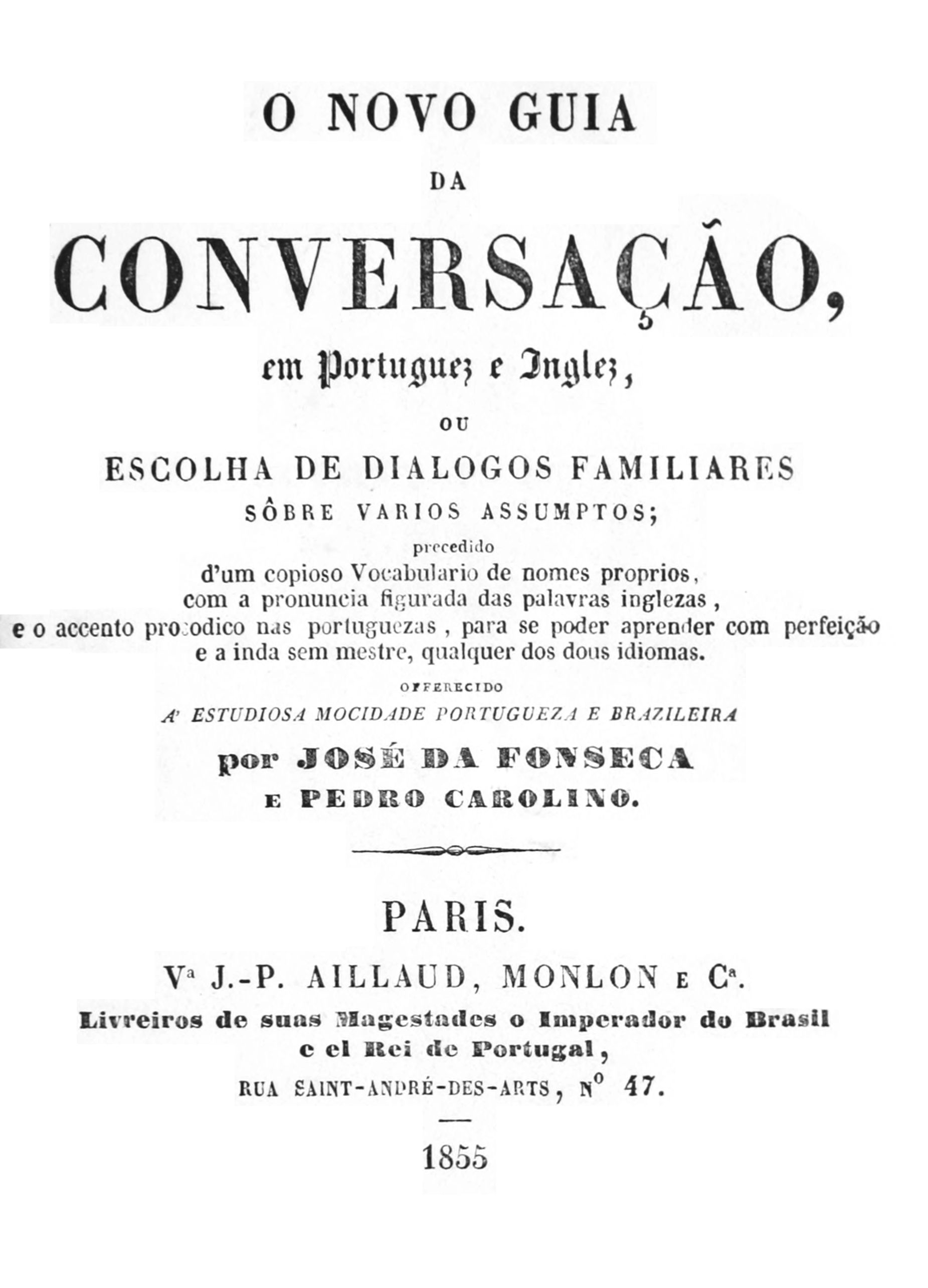
Titel des Buchs

English as She Is Spoke ist der verbreitete Name eines im 19. Jahrhundert fälschlicherweise José da Fonseca zugeschriebenen, 1853 erschienenen portugiesisch-englischen Sprachführers von Pedro Carolino. Es gilt wegen seiner Vielzahl von Fehlübersetzungen durch Interferenz als klassisches Beispiel unfreiwilligen Humors. Carolino führte Fonseca als Koautor auf, ohne diesen zu informieren und übertrug vermutlich dessen früheres, durchaus erfolgreiches französisch-portugiesisches Handbuch in fehlerhaftes Englisch.
Vermutlich konnte Carolino selbst kein Englisch, sondern benutzte ein vorhandenes französisch-englisches Lexikon, um O Novo guia da conversação em francês e português von José da Fonseca zu übersetzen.

## Kommentare
Mark Twain schrieb das Vorwort zu der amerikanischen Ausgabe, die 1883 bereits zum Amüsement veröffentlicht wurde. Er sagte zu English as She Is Spoke

„Nobody can add to the absurdity of this book, nobody can imitate it successfully, nobody can hope to produce its fellow; it is perfect.“

„Niemand kann die Absurdität dieses Buches steigern, niemand kann es erfolgreich nachahmen, niemand kann hoffen ein gleichwertiges zu schreiben, es ist perfekt.“

Stephen Pile erwähnte das Buch in seiner Zusammenstellung The Book of Heroic Failures und lobte es für seine kruden Bilder: „Is there anything in conventional English which could equal the vividness of ‘to craunch a marmoset’?“ (In diesem Kommentar verändert Pile das Original „to craunch the marmoset“ etwas.) Das englische Wort craunch ist ein Synonym für crunch („knabbern“), und marmoset bedeutet „Marmosette“, wobei britische Muttersprachler an den britischen Slangausdruck für Masturbation spank the monkey denken und nordamerikanische Muttersprachler an knusprig gebratene Affen. Es handelt sich um eine Fehlübersetzung des französischen Ausdrucks croquer le marmot. In diesem Zusammenhang steht marmot jedoch für Türklopfer. Die altfranzösische Wendung bedeutet wortwörtlich den Türklopfer bedienen, im übertragenen Sinne so viel wie: geduldig sein, lange warten müssen.

## Beispiele
Einige Aussagen, wie „It is better to be single as a bad company.“, also „Es ist als schlechte Gesellschaft besser, allein zu sein.“ statt des eigentlich gemeinten „Es ist besser, allein zu sein, als in schlechter Gesellschaft“, wozu es … than in bad company heißen müsste, ergeben für sich gesehen durchaus einen neuen Sinn.
| Satz auf Portugiesisch                                              | Idiomatische Übersetzung                                       | Gegebene Übersetzung                                                                 | Falsche Übersetzung (deutsch)                                                                     | Idiomatische Übersetzung (deutsch)                                       |
| ------------------------------------------------------------------- | -------------------------------------------------------------- | ------------------------------------------------------------------------------------ | ------------------------------------------------------------------------------------------------- | ------------------------------------------------------------------------ |
| As paredes têm ouvidos.                                             | The walls have ears.                                           | The walls have hearsay.                                                              | Die Wände haben Hörensagen.                                                                       | Wände haben Ohren.                                                       |
| Anda de gatinhas.                                                   | He crawls on all fours.                                        | He go to four feet.                                                                  | Er gehen zu vier Füße.                                                                            | Er krabbelt auf allen Vieren.                                            |
| A estrada é segura?                                                 | Is the road safe?                                              | Is sure the road?                                                                    | Ist gewiss die Straße?                                                                            | Ist die Straße sicher?                                                   |
| Sabe montar a cavalo.                                               | He can ride a horse.                                           | He know ride horse.                                                                  | Er wissen reiten Pferd.                                                                           | Er kann reiten.                                                          |
| Quem cala consente.                                                 | He who is silent is taken to agree.                            | That not says a word, consent.                                                       | Was nicht sagt ein Wort, zustimmen.                                                               | Wer schweigt, stimmt zu.                                                 |
| Que faz ele?                                                        | What is he doing?                                              | What do him?                                                                         | Was machen ihm?                                                                                   | Was macht er?                                                            |
| Tenho vontade de vomitar.                                           | I feel like vomiting.                                          | I have mind to vomit.                                                                | Ich habe Sinn zu kotzen.                                                                          | Mir ist schlecht.                                                        |
| Este lago parece-me bem piscoso. Vamos pescar para nos divertirmos. | That lake seems to be full of fish. Let us enjoy some fishing. | That pond it seems me many multiplied of fishes. Let us amuse rather to the fishing. | Dieser See er scheint mir viele vervielfacht von Fischen. Lasst uns eher amüsieren zu dem Angeln. | Der See scheint voller Fische zu sein, lasst uns Spaß beim Angeln haben. |
| O criado arou a terra real.                                         | The servant plowed the royal land.                             | The created plow the land real.                                                      | Der Erschaffene pflügen das Land wirklich.                                                        | Der Diener pflügte das königliche Land.                                  |
| Bem sei o que devo fazer ou me compete.                             | I know who I am and what I have to do.                         | I know well who I have to make.                                                      | Ich weiß gut, wer ich machen muss.                                                                | Ich weiß, wer ich bin und was ich zu tun habe.                           |

## Editionsgeschichte
- 1853 – in Paris, J.-P. Aillaud, Monlon e Ca O Novo guia da conversação em francês e português von José da Fonseca, in der Biblioteca Nacional L.686P, in der Bibliothèque nationale de France (FRBNF30446608).
- 1855 – in Paris, J.-P. Aillaud, Monlon e Ca O Novo Guia da Conversação, em Português e Inglês, em Duas Partes (The new guide to conversation, in Portuguese and English, in two parts), José da Fonseca und Pedro Carolino, in der Bibliothèque nationale de France (FRBNF30446609) sowie in der Bodleian Library, Oxford.
- 1883 – London als English as She is Spoke, in Boston von Samuel Clemens.
- 1969 – zweite Auflage in New York von Dover Publications, English as she is spoke; the new guide of the conversation in Portuguese and English. ISBN 0-486-22329-9.
- 2002 – Neuauflage von Paul Collins, Collins Library, ISBN 0-9719047-4-X.
- 2002 – brasilianische Ausgabe, Casa da Palavra, Rio de Janeiro, ISBN 85-87220-56-X.
- 2004 – Neuauflage der Collinsausgabe, ISBN 1-932416-11-0.

## Verwandte Titel
Der Titel inspirierte weitere Buchtitel, so
- English as she is wrote (1883)
- English as she is taught (1887), mit einer Einführung von Mark Twain[7]
- Britain as she is visit, eine Parodie eines entsprechenden Reiseführers von Paul Jennings, British Life (M. Joseph, 1976)

Ein Sketch von Monty Python benutzte 1970 ein ähnliches Missverständnis, in dem Fall das Versagen eines Dirty Hungarian Phrasebook („Schmutziger ungarischer Sprachführer“). Der Versuch eines Ungarn, unter Zuhilfenahme der Redewendungen aus diesem Buch einige Zigaretten im Tabakladen einzukaufen, endet in einer Schlägerei und einem Gerichtsverfahren.
Der Satz My postillion has been struck by lightning („Mein Kutscher wurde vom Blitz erschlagen“) gilt im englischen Sprachraum als Musterbeispiel sinnloser Redewendungen in Sprachführern und wurde zu einem Running Gag etwa im Magazin Punch wie auch bei Lehrbüchern für Englisch als Fremdsprache.
Um 1915 erschien bei der Pariser Niederlassung des Verlags Thomas Nelson ein sehr fehlerhaftes Neues Taschen-Wörterbuch deutsch-französisch und französisch-deutsch, als dessen Autor ein K. Ashe angegeben war. Kurt Tucholsky veröffentlichte 1929 in der Vossischen Zeitung unter seinem Pseudonym Peter Panter den Artikel „Jonathans Wörterbuch“ mit einer erfundenen Entstehungsgeschichte des Wörterbuchs.

„Was um alles in der Welt ist ein «Hühnerwerter»? Was ein «Leichmann» ist, weiß jeder, der es einmal gewesen ist; warum aber «Gänze» nicht nur «tout» heißt, sondern auch «gîte non exploité», eine nicht ausgenutzte Lage … das muß ein guter, alter Whisky gewesen sein, ein alter, guter …“